# Torsten Lode
Torsten Leonard Lode, född 25 maj 1855 i Leppävirta, död 16 maj 1924 i Helsingfors, var en finländsk general.
Lode deltog i rysk-turkiska kriget 1877–78, blev överste 1899 och utnämndes till generalmajor 1904, då han beviljades avsked. Han återinträdde i tjänst 1918 och deltog i finska inbördeskriget. Hans stoft brändes i Stockholms krematorium.